# Estados do Litoral (Estados Unidos)

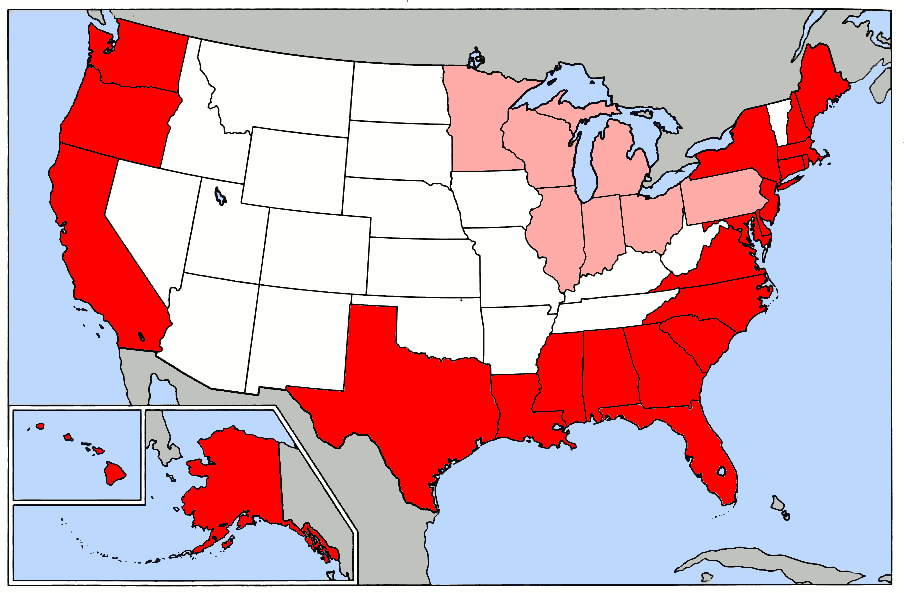
Estados que possuem litoral em oceano/golfo estão em cor vermelho escuro, já os estados que possuem litoral nos Grandes Lagos, estão representados na cor vermelho claro

Os Estados do Litoral são os estados dos EUA que possuem fronteira com o mar. Pode ser a costa de um oceano, golfo ou dos Grandes Lagos. Há 23 estados que tem litoral no oceano e em golfo e 8 estados que possui litoral nos Grandes Lagos (Nova York é um estado que possui litoral tanto no oceano quanto nos Grandes Lagos). Em suma, há 30 estados litorâneos. Em julho de 2004, a população desses estados era de 171.891.161 habitantes.

## Oceano Atlântico
- Maine
- Nova Hampshire
- Massachusetts
- Rhode Island
- Connecticut
- Nova Jersey
- Nova York
- Delaware
- Maryland
- Virgínia
- Carolina do Sul
- Carolina do Norte
- Geórgia
- Flórida

## Oceano Pacífico
- Alasca
- Washington
- Oregon
- Califórnia
- Havaí

## Golfo do México
- Flórida
- Alabama
- Mississippi
- Louisiana
- Texas

## Grandes Lagos
- Nova York
- Pensilvânia
- Ohio
- Indiana
- Illinois
- Michigan
- Wisconsin
- Minnesota